# Callum Blue
Callum Blue, rodným jménem Daniel James Callum Blue (* 19. srpna 1977 v Londýně, Spojené království) je britský herec známý především ze svých účinkování v televizních seriálech jako byli např. Tudorovci, Tajný deník call girl nebo z kanadsko-amerického televizního seriálu Mrtví jako já.
Herectví vystudoval v Londýně na Alumni of the Mountview Academy of Theatre Arts.

## Filmografie

### Film
| Rok  | Název                                      | Role                    | Poznámky            |
| ---- | ------------------------------------------ | ----------------------- | ------------------- |
| 2001 | Odvážné kordy                              | Aramis                  |                     |
| 2003 | Devil's Gate                               | Rafe                    |                     |
| 2004 | Deník princezny 2: Královské povinnosti    | Andrew Jacoby           |                     |
| 2006 | Caffeine                                   | Charlie                 |                     |
| 2007 | Bezstarostný sex                           | Ken                     |                     |
| 2009 | Mrtví jako já                              | Mason                   |                     |
| 2009 | Rudý písek                                 | Gregory Wilcox          |                     |
| 2009 | Nepřítel                                   | sladký Stephen          |                     |
| 2009 | Vánoční koleda                             | Caroline muž            |                     |
| 2011 | Colombiana                                 | Richard                 |                     |
| 2013 | Fractured                                  | Dylan/Jaron             |                     |
| 2013 | And Now a Word From Our Sponsor            | Lucas Foster            |                     |
| 2014 | Saul: The Journey to Damascus              | Addai                   |                     |
| 2015 | Dartmoor Killing                           | Chris                   |                     |
| 2016 | The Five Wives & Lives of Melvyn Pfferberg | Leo                     | krátkometrážní film |
| 2016 | The Charnel House                          | Alex Reaves             |                     |
| 2016 | Criticsized                                | detektiv Jack Donaldson |                     |
| 2017 | Love Blossoms                              | Stefan Loxley           |                     |
| 2018 | Goodnight Death                            | Charles                 | krátkometrážní film |

### Televize
| Rok       | Název                    | Role                   | Poznámky                                                 |
| --------- | ------------------------ | ---------------------- | -------------------------------------------------------- |
| 1999      | Poldové                  | Carl Wink              | díl: „Millennium“                                        |
| 2000      | Doctors                  | Denny                  | díl: „Clear View“                                        |
| 2000      | Casualty                 | Paul Hughes            | díl: „Sympathy for the Devil“                            |
| 2001      | Where the Heart Is       | Clem Jones             | díl: „Pound of Flesh“                                    |
| 2001      | Shades                   | Nick MacIntyre         | mini-seriál, 6 dílů                                      |
| 2001      | Láska a válka            | Eric Newby             | TV film                                                  |
| 2002      | As If                    | Mark                   | 3 díly                                                   |
| 2003–2004 | Mrtví jako já            | Mason                  | hlavní role, 29 dílů                                     |
| 2005      | Chirurgové               | Haďák                  | díl: „Vyhrát bitvu, prohrát válku“                       |
| 2005–2006 | Related                  | Bob Spencer            | hlavní role, 18 dílů                                     |
| 2007      | Tudorovci                | Sir Anthony Knivert    | hlavní role (1. řada), 8 dílů                            |
| 2008      | Dirt                     | Graham Duncan          | díl: „Jak se tomuhle říká?“                              |
| 2008      | Tajný deník call girl    | Alex                   | hlavní role (2. řada), 7 dílů                            |
| 2009–2011 | Smallville               | Major/ Zod             | hlavní role (9. řada), hostujcí role (10. řada), 13 dílů |
| 2009      | Dobrodružství Sarah Jane | Lord Marchwood         | 2 díly                                                   |
| 2010      | Svatyně                  | Edward Forsythe        | 3 díly                                                   |
| 2011      | Zen                      | Carlo Fagioli          | mini-seriál, díl: „Ratking“                              |
| 2011      | Super Tanker             | Adam                   | TV film                                                  |
| 2012      | Book Club                | Jack                   | internetový seriál, hlavní role, 9 dílů                  |
| 2013      | Milionový lékař          | Milos Kuester Ratenicz | 4 díly                                                   |
| 2015      | Proof                    | Peter Van Owen         | hlavní role, 10 dílů                                     |
| 2015      | The Red Dress            | Rainer                 | TV film                                                  |
| 2018      | Výkupné                  | George Harris          | díl: „Alters“                                            |